# Вагнер, Роберт Фердинанд (старший)
Роберт Фердинанд Вагнер I (англ. Robert Ferdinand Wagner I; 8 июня 1877, Наштеттен, Германская империя — 4 мая 1953, Нью-Йорк, США) — американский политик. Сенатор-демократ от штата Нью-Йорк в 1927—1949 годах.
Эмигрировал с родителями из Германии в США в 1885 году. Семья жила в нью-йоркском районе Йорквилл.
Окончил Городской колледж Нью-Йорка (1898) и Нью-Йоркскую юридическую школу (1900).
Являлся членом команды Франклина Рузвельта.
Известен принятым в 1935 году Законом Вагнера, провозгласившим право рабочих на организацию профсоюзов и на заключение коллективных договоров, а также легализовавшим некоторые виды забастовок.
Являлся активным сторонником сионизма, возглавлял Американский комитет в пользу Палестины.